# 松本京子 (アナウンサー)
松本京子（まつもと きょうこ、1961年11月12日 - ）は、日本のフリーアナウンサー。

## 人物
- 広島県呉市出身。
- 血液型：O型
- 広島女学院大学日本文学科卒業
- 元テレビ新広島アナウンサー（在局中は報道局アナウンス部所属）。同局退社後はフリーとなり、ショップチャンネルの1996年11月1日の開局時からのキャストとして活躍し、現在に至る。
- 英語が堪能で、2001年には、ショップチャンネル等のフリーアナウンサーの仕事を休んで、イギリスに語学及び宝石鑑定の勉強をしに留学をしていた経験がある。
- 趣味：映画鑑賞、ドライブ、ゴルフ
- 特技：剣道（初段）

## 来歴
- テレビ新広島アナウンサー時代には、大学時代で剣道部所属だったことからその経験が買われ、スポーツの番組を主に担当することとなり、フジテレビ「プロ野球ニュース」の広島からの試合結果報告を担当した。
- テレビ新広島時代の1990年頃、たまに木曜日や日曜日の深夜帯で、女性向け企画として「男子禁制!レディースミッドナイター」と銘打ち、中井美穂（当時フジテレビアナウンサー）、中島優子（当時関西テレビアナウンサー）と共に女性アナウンサー3人で進行する中継に参加。主に大洋戦（対中日、広島、阪神戦）を4試合ほど録画で中継した。（テレビ新広島では広島対中日戦の最終戦デーゲームで東海テレビの岸聖美アナウンサーも加えて4人で同様の企画を行い、先述の大洋対広島戦も含めて「プロ野球レディース中継'90」の番組名で生中継で放送した。）ここで、日本の女性アナウンサーで初めてプロ野球の実況を担当した1人となる。
- テレビ新広島退社後フリーになってからも、ショップチャンネルの開局当初からキャストをする傍ら、CS放送・フジテレビ739の「プロ野球ニュース」にも出演したり、自民党大会の司会もしていたりした。
- ショップチャンネルが民放（主にBSデジタル放送）にて放送される時の番組終了では、男性キャストの嶋田ひろしと共に、最後の挨拶も担当していた。
- 2009年度からは、ショップチャンネルのキャスト業に加えてオフィスでの仕事が加わり、出演側とバックヤードの両方の仕事を行うようになり、時には、商品の買い付けの為に海外に出張することもあるという。この為、彼女の同局の番組への出演は現在、月1回程度となっていた。